# Aitareya Upanishad
Aitareya Upaniṣad (sanskrit : ऐतरेयोपनिषद्, IAST : Aitareyopaniṣad), composée entre les VIIIe et IVe siècles avant notre ère, est l'une des plus anciennes upanishad majeures attribuée au sage Aitareya ou Mahidāsa Aitareya. On peut traduire son titre par Upanishad du sage Aitareya. Elle est considérée comme la plus ancienne upanishad — ou du moins l'une des plus anciennes.

## Généralités
L'Aitareya Upaniṣad fait partie du groupe des douze Upaniṣad principales — les Mukhya Upaniṣad — où elle occupe la huitième place, et elle a été commentée par Ādi Śaṅkara. Il s'agit d'un texte court en prose associé au Ṛgveda et faisant partie de la Śruti. Elle est divisée en trois chapitres et compte trente-trois versets.
Cette upaniṣad, qui est associée au Ṛgveda, constitue la troisième section de la seconde partie de l'Aitareya Aranyaka, qui est une continuation de l'Aitareya Brahmana (en),. Elle traite de la philosophie de la religion védique, avec comme principaux thèmes l'âme, la naissance et renaissance, l'importance de la nourriture, la manifestation de Brahman, qui est présenté comme l'ultime réalité.

## Contenu
Le premier chapitre consiste en une « conception cosmo-anthropologique archaïque » dans laquelle le Puruṣa est la cause première de la forme humaine. L'individualité humaine (Jīva) est décrite comme liée à quatre mondes de subtilité différente correspondant chacun à un des quatre grands éléments cosmiques (Mahābhūta). Ces quatre mondes sont :
- celui de la personne cosmique (Puruṣa, Brahman étant sous-jacent et neutre);
- celui des puissances cosmiques;
- celui des constituants de la personne humaine (Jīva);
- celui du monde matériel et de l'identification du Soi (Âtman) au soi (Ahaṃkāra ou ego) et au corps physique ou grossier (sthūlaśarīra).

Le deuxième chapitre expose la naissance de l'âme humaine (identifiée comme Ātman) au sein du monde matériel (le plus grossier) et qui précède la formation du corps physique. Enfin, le dernier chapitre traite de l'unicité de l'Ātman qui est d'abord conscience d'être et de même nature que Brahman.

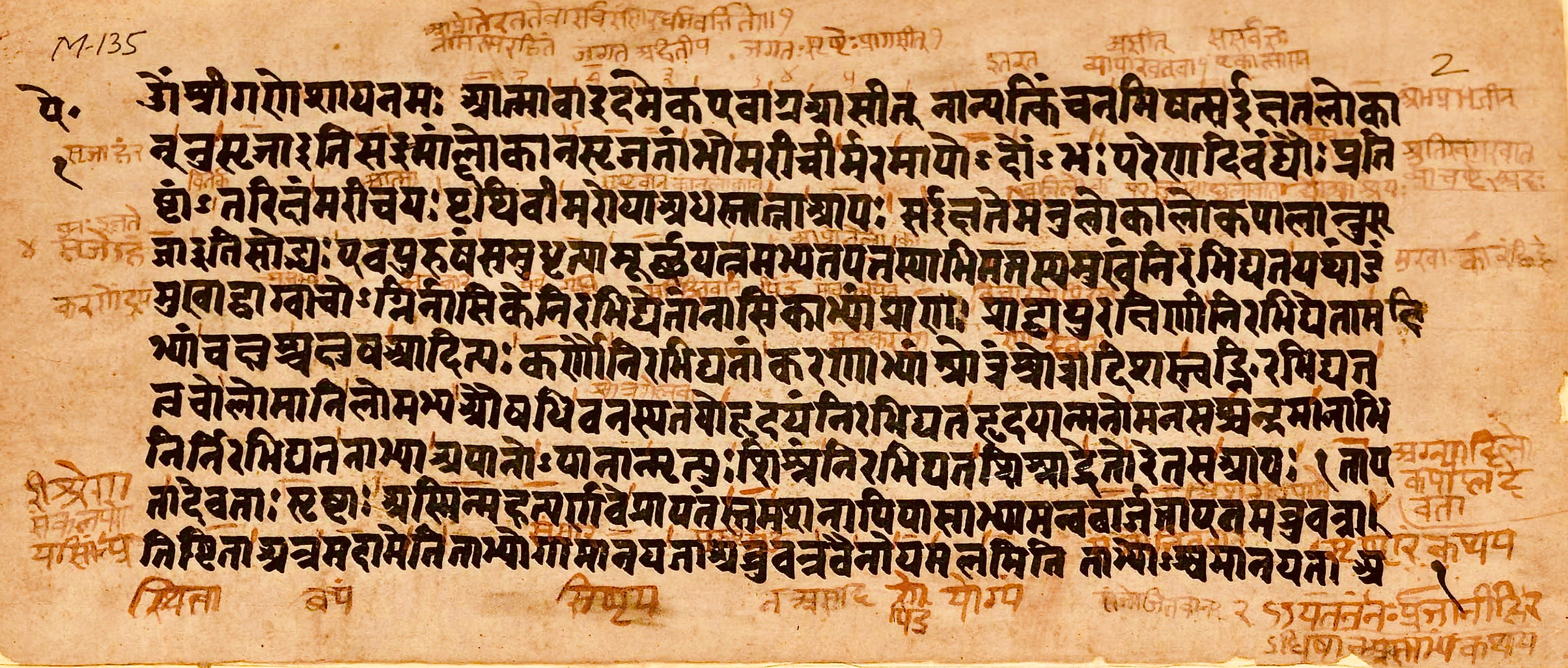
Extrait de lAitaraya Upanishad, en devanagari. Manuscrit de 1865. Lalchand Research Library, Chandigarh (Inde).